# De auditu
La locuzione latina de auditu significa letteralmente per averne sentito parlare; tale locuzione è utilizzata in riferimento al testimone di un processo che, innanzi al giudice, riferisce su fatti di cui non ha esperienza diretta e personale (a differenza del testimone de visu), ma che conosce grazie alle altrui rappresentazioni.